# منحنى هيرميت التكعيبي

دوال هيرميت الأربعة الأساسية. The interpolant in each subinterval is a linear combination of these four functions.

في الرياضيات وبالتحديد في التحليل العددي، منحنى هيرميت التكعيبي (بالإنجليزية: Cubic Hermite spline)‏ هو منحنى التقاء مجموعة من المنحنيات، كل واحد منهن هو متعددة حدود من الدرجة الثالثة جاء في شكل هيرميت.
سمي هكذا نسبة إلى تشارلز هيرمت. هي منحنيات من الدرجة الثالثة.